# Gintaras Striaukas
Gintaras Striaukas (* 24. April 1960 in Vilnius) ist ein litauischer Manager und ehemaliger Politiker, Minister für Verkehr.

## Leben
1983 absolvierte Gintaras Striaukas das Diplomstudium (für Landstraßenbau) an der Fakultät für Stadtbau der Vilniaus Gedimino technikos universitetas. 1991 wurde Striaukas Direktor der Landstraßendirektion auf Ernennung des Verkehrsministers Jonas Biržiškis. 1994 erlangte er einen Masterabschluss im Ingenieurwesen an der Technischen Gediminas-Universität Vilnius.
Vom 9. November 2000 bis zum 24. Februar 2001 war Striaukas litauischer Verkehrsminister (delegiert von Lietuvos liberalų sąjunga). Während seiner Amtszeit als Verkehrsminister ernannte er Biržiškis zum Generaldirektor von „Lietuvos geležinkeliai“. Striaukas trat zurück, nachdem die Ethik-Kommission Vyriausioji tarnybinės etikos komisija festgestellt hatte, dass er während seiner Tätigkeit als  Direktor der Straßendirektion gegen Gesetze verstoßen hatte, die Konflikte zwischen öffentlichen und privaten Interessen betreffen. Unter anderem hatte er genehmigt, dass das Unternehmen seiner Ehefrau Ausschreibungen für Straßenmarkierungsarbeiten gewann. Nachfolger von Striaukas als Minister war Dailis Alfonsas Barakauskas.
Danach war Striaukas Manager und Unternehmer, einer der Aktionäre vom litauischen Unternehmen für Autobahnenbau UAB „Žemaitijos keliai“.